# Fangelturm (Stralendorf)

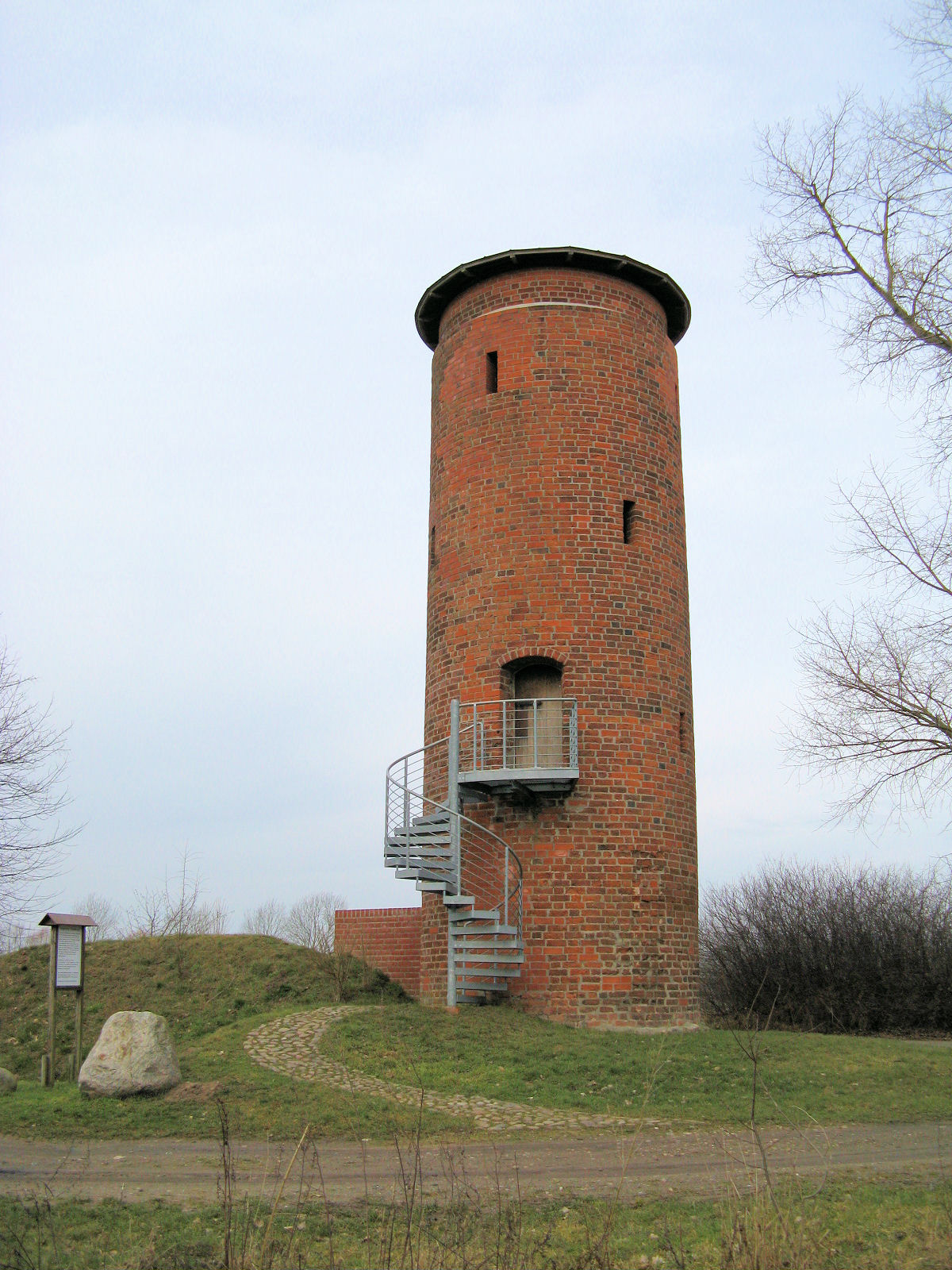
Der Fangelturm nahe Stralendorf

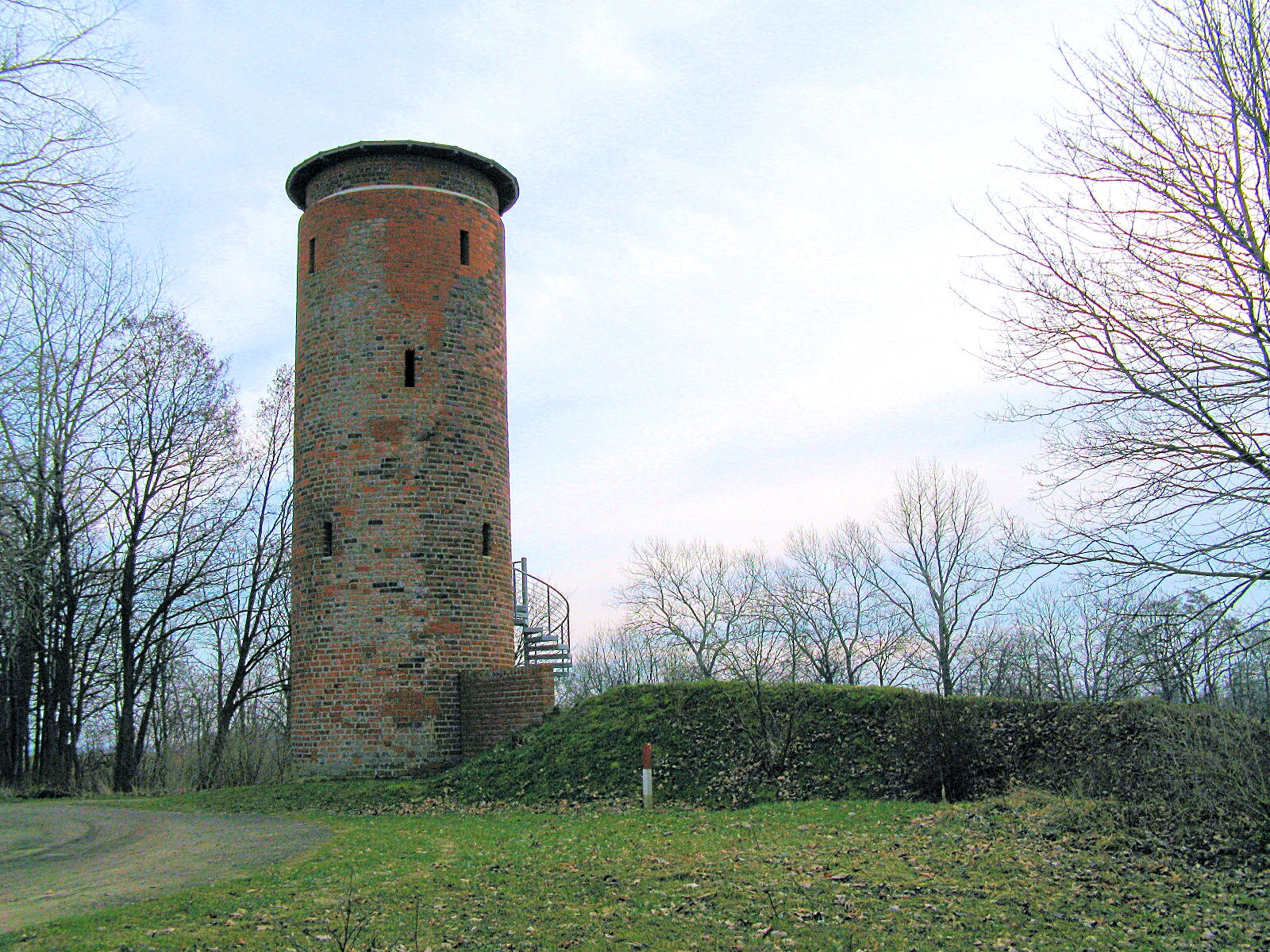
Ansicht von Norden mit Erdwall

Der Fangelturm südlich des zur mecklenburgischen Gemeinde Rom gehörenden Dorfes Stralendorf ist ein runder Backsteinturm aus dem 14. Jahrhundert und war Bestandteil der Parchimer Landwehr, einer spätmittelalterlichen Grenzsicherungsanlage um die Stadt Parchim. Der ehemalige Wartturm wurde einst als Steinburg und erst seit dem 19. Jahrhundert als Fangelturm bezeichnet. Das Bauwerk steht unter Denkmalschutz.

## Lage
Der Fangelturm befindet sich nordöstlich der Stadt Parchim, direkt an deren Stadtgrenze, jedoch schon auf dem Gemeindegebiet von Rom im Landkreis Ludwigslust-Parchim nahe der nach Mestlin führenden Landesstraße 16 auf einer Ackerfläche. Östlich und westlich des Turms verläuft ein mit Bäumen und Gestrüpp bewachsener Erdwall, der ebenfalls zur Parchimer Landwehr gehörte.

## Bau
Der runde Backsteinturm hat eine Höhe von zehn Metern. Die Wandstärke beträgt einen Meter. Die Eingangstür befindet sich 2,5 Meter über dem Boden und war über eine einziehbare Leiter erreichbar. Zur heutigen Besteigung des Turms wurde eine verzinkte Wendeltreppe vorgesetzt. In der Mauer befinden sich auf drei Ebenen schmale Schießscharten, durch die Eindringlinge bekämpft und Schall- und Lichtsignale in Richtung des ehemaligen Wockertors der Stadt Parchim abgegeben werden konnten.

## Geschichte
Die Landwehr entstand als äußerer Stadtverteidigungsring Parchims in der Mitte des 14. Jahrhunderts. Die zu der Zeit so bezeichnete Steinburg wurde um 1360 errichtet. Sie befand sich am nördlichen Durchlass der Landwehr und war ein weit vor den Toren der Stadt liegender Beobachtungsposten, von dem sowohl die Verteidigung als auch die Benachrichtigung der Wache am Wockertor durch die Schießscharten möglich war. Eine Gefahr stellten beispielsweise Raubritter dar, die Viehherden von der städtischen Feldmark trieben. Die Bezeichnung Fangelturm ist erst seit dem beginnenden 19. Jahrhundert überliefert, was auf eine Nutzung des Turms als Gefängnis schließen lässt. Bis 2004 wurde das Bauwerk saniert.